# 탑코미디어
탑코미디어(Topco Media Co., Ltd.)는 대한민국의 콘텐츠 기업이다. 본사는 서울특별시 구로구 디지털로26길 111 1701호(구로동, 제이앤케이디지털타워)에 위치해 있으며 대표이사는 유정석이다.  틱톡, 유튜브, 페이스북 등 국내외 숏폼 드라마 플랫폼에 방영한다

## 상장
2013년 11월 26일에 코스닥 시장에 상장되었다.

## 계열사
- 메타크래프트

## 참고문헌
1. ↑  이나영, 탑코미디어, '6조원 中 숏폼 드라마 시장' 공략 추진…"비즈니스 협력 논의 진행", 뉴스핌, 2024년 3월 5일
2. ↑  탑코미디어, 비주력 셋톱박스 사업 매각…"종합 미디어 콘텐츠 기업 도약", 이투데이, 2023년 11월 23일
3. ↑  탑코미디어, 웹툰 IP 기반 ‘숏폼 드라마’ 제작, 이데일리, 2024년 1월 29일